# Acacia davyi
Acacia davyi é uma espécie de leguminosa do gênero Acacia, pertencente à família Fabaceae.